# Парламентские выборы в Египте (2010)
Парламентские выборы в Египте 2010 года прошли 28 ноября; второй тур выборов прошёл 5 декабря. По мажоритарной избирательной системе было избрано 508 депутатов Народной ассамблеи от 254 округов. Половина мест в соответствии с конституцией зарезервирована для рабочих и крестьян. Кроме того, 64 места зарезервировано для женщин. 10 депутатов должен назначить президент.
Изначально ожидалось, что большинство мест получит правящая Национально-демократическая партия Хосни Мубарака, а крупнейшей оппозиционной силой станет исламистская организация «Братья-мусульмане», которая, однако, запрещена в стране. После того, как Центризбирком Египта отказался зарегистрировать часть кандидатов «Братьев-мусульман», их сторонники организовали несколько антиправительственных демонстраций, закончившихся массовыми арестами. Наиболее сильные предвыборные протесты наблюдались в Александрии.
Перед выборами в Народной ассамблее (на тот момент — 444 избираемых представителя) было 311 представителей Национально-демократической партии, 6 представителей партии Новый Вафд, 2 представителя Национальной прогрессивной юнионистской партии и 112 независимых кандидатов (88 из них представляли «Братьев-мусульман»). Согласно последним предвыборным прогнозам, «Братья-мусульмане» должны были получить существенно меньше депутатов, чем в парламенте предыдущего созыва.
На выборы не были допущены иностранные наблюдатели. Местные правозащитники, которые всё же получили право наблюдения за процессом выборов, заранее ставят их честность под сомнение.
Официально все результаты голосования были объявлены 30 ноября 2010 года. Повторный тур выборов прошёл 5 декабря 2010 года. 2 декабря 2010 года «Братья-мусульмане» и Новый Вафд объявили о бойкоте второго тура выборов из-за нарушений в ходе первого тура выборов, которые привели к поражению оппозиционных сил.
По итогам выборов, Национально-демократическая партия получила 439 мест в Народной ассамблее, Новая партия Вафд — 6 мест, Национальная прогрессивная юнионистская партия — 5 мест, Партия «Завтра» (араб. حزب الغد‎, Hizb al-Ghad), Партия социальной справедливости (Hizb Al-'Adala al- Ijtima'iyya), Партия демократического поколения (араб. حزب الجيل الديمقراطي‎, Hizb El-Geel al-Democrati), Партия демократического мира (Hizb El-Salaam al-Democrati) получили по 1 месту. Остальные места заняли беспартийные кандидаты (включая кандидатов от запрещённых «Братьев-мусульман»), которые, однако, могут присоединиться к каким-либо парламентским фракциям. Ещё 4 места по состоянию на 7 декабря остаются нераспределёнными.